# Klepsydra

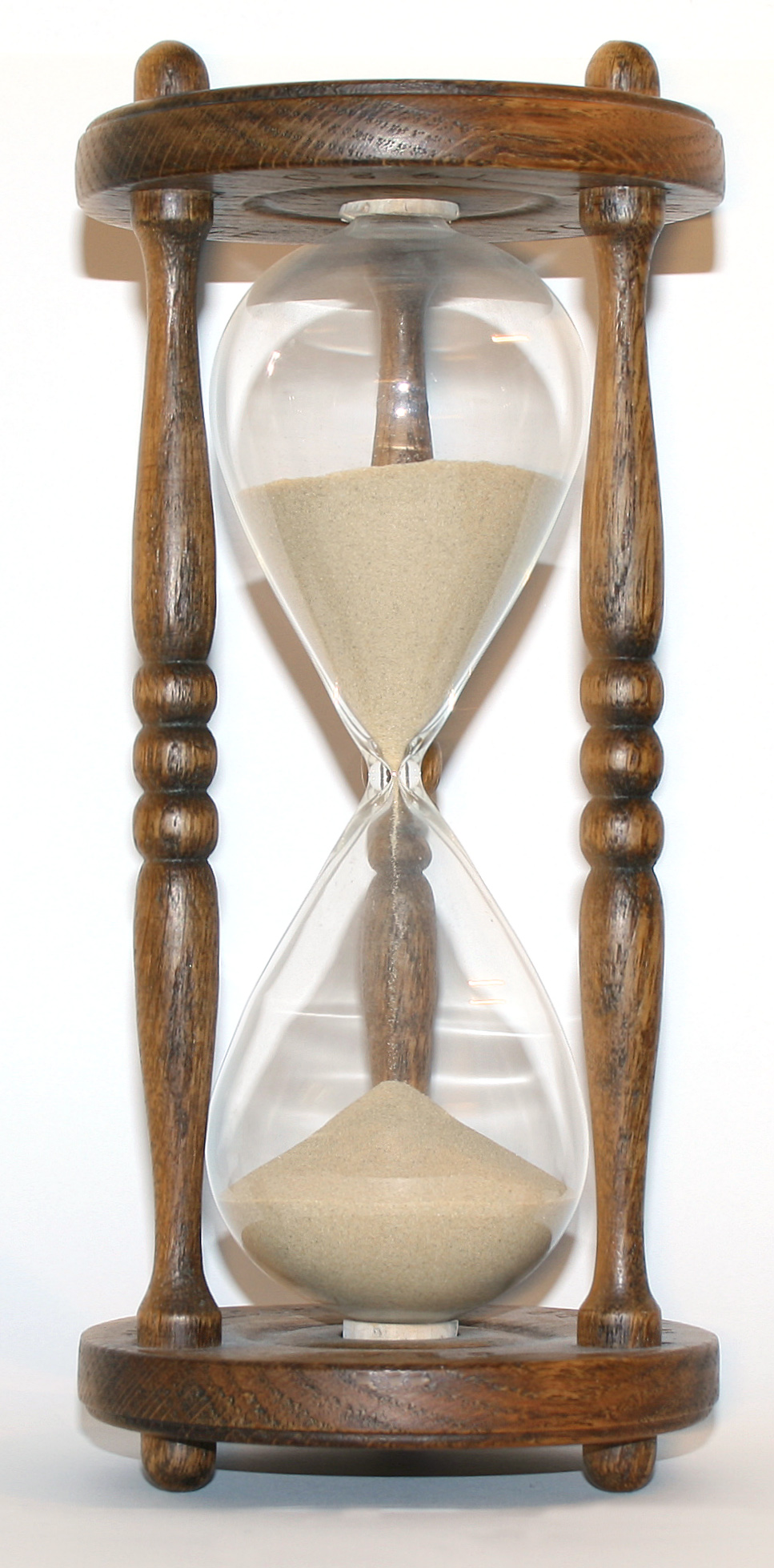
Klepsydra

Klepsydra (gr. κλεψύδρα od κλέπτω, κλέπτειν „kraść, uchodzić ukradkiem, wymykać się”  i ὕδωρ „woda”) – zegar wodny, w późniejszych czasach także piaskowy, składający się z dwóch, zazwyczaj szklanych baniek, z których jedna znajduje się nad drugą, połączonych rurką przepuszczającą określoną ilość wody lub piasku w określonym czasie. Znane są klepsydry odmierzające od kilkudziesięciu sekund do doby.

## Historia
Najstarsze wersje klepsydry pochodzą z terenów Egiptu i Mezopotamii i datowane są na 1500 lat p.n.e..
 Starożytni Grecy używali klepsydry wodne do ćwiczeń retorycznych – odmierzany czas powodował, że uczyli się zwięźle formułować myśli i to co chcą przekazać innym.
Także starożytni Rzymianie ok. 52 roku p.n.e. ustanowili urząd funkcjonariusza odmierzającego czas w trakcie procesu sądowego, który posługiwał się właśnie klepsydrą.
W średniowieczu wodę zaczęto zastępować piaskiem, zmielonymi skorupkami jaj, sproszkowanym ołowiem i cynkiem. W Europie pierwsze piaskowe klepsydry pojawiły się w XV wieku.
Dokładność wskazań klepsydry jest mała, gdyż prędkość wypływu wody zależy od wysokości jej słupa ponad otworem (zob. prawo Torricellego). Dokładność tę zwiększono dzięki zastosowaniu nierównomiernej podziałki.
W 1852 r. angielski mistrz szachowy Howard Staunton zaproponował używanie klepsydr do mierzenia czasu podczas rozgrywania partii. Do tego celu klepsydra została oficjalnie wykorzystana po raz pierwszy w 1861 r. w meczu pomiędzy Adolfem Anderssenem a Ignácem von Kolischem, a w kolejnych latach stosowana była coraz powszechniej aż do turnieju w Londynie w 1883 r., kiedy to została zastąpiona zegarem szachowym.